# Jacek Różycki
Jacek Hyancithus Różycki (ur. około 1635 w Łęczycy, zm. między 30 czerwca 1703 a 31 grudnia 1704 w Warszawie) – kompozytor epoki barokowej.
Karierę muzyczną rozpoczynał jako sopranista w kapeli Władysława IV, by potem objąć funkcję kapelmistrza na dworach Jana Kazimierza, Michała Korybuta Wiśniowieckiego i Jana III Sobieskiego. Następnie pracował jako kierownik polsko-saskiej kapeli Augusta II. Kompozytor pełnił także funkcję sekretarza królewskiego.
Zasłynął dziełami: Magnificat oraz Confitebor, w których widoczna jest obecność basso continuo i trzech głosów rozdzielonych na 4-6 (bez altów).

## Magnificemus in cantico
Do grona przypisywanych Jackowi Różyckiemu kompozycji zaliczany był również utwór Magnificemus in cantico. Atrybucja ta wynikała najprawdopodobniej z błędnego rozczytania zapisu karty tytułowej wchodzącej w skład zespołu rękopisów 5272 z Biblioteki Jagiellońskiej w Krakowie.
Jak zauważył prof. Marcin Szelest, głos basowy kompozycji w rękopisie Biblioteki Jagiellońskiej został znacząco zniekształcony (być może przez skryptora wykonującego rękopis). Trop ten podjęła w swoim artykule również prof. Aleksandra Patalas, wskazując że utwór ten w rzeczywistości skomponowany został przez Giovanniego Felicego Sancesa (1600-1679).